# Nassach (Main)
Die Nassach ist ein knapp vierundzwanzig Kilometer langer rechter und nördlicher Nebenfluss des Mains in Bayern.

## Name
Die althochdeutsche Grundform des Namens war *Nazzaha. Er setzte sich zusammen aus dem Grundwort -aha für „Fließgewässer“ und dem althochdeutschen Wort
nazza für „(Brenn)nessel“.

## Geographie

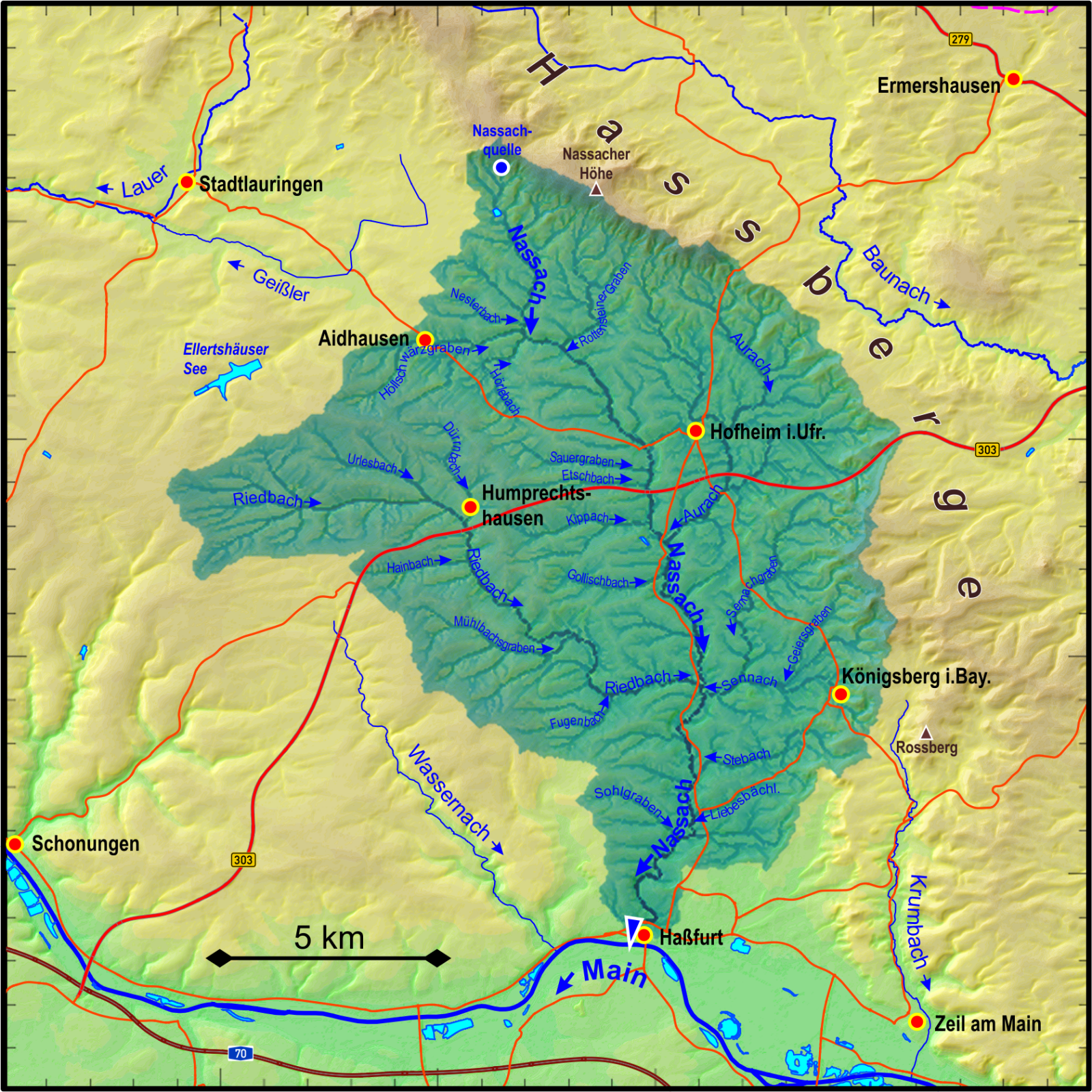
Einzugsgebiet der Nassach. In dem schraffierten Gebiet treten kaum Oberflächenabflüsse auf.

### Verlauf
Die Nassach entspringt in der Nähe des Ortes Nassach in den Haßbergen, fließt bis Lendershausen südöstlich und dann nach Süden. In einem kleinen Halbbogen nach Westen mündet sie im rechtsmainischen Haßfurt in den Main.
Größere Orte am Lauf, von der Quelle zur Mündung:
- Nassach
- Happertshausen
- Lendershausen
- Rügheim
- Römershofen
- Oberhohenried
- Unterhohenried
- Sylbach
- Haßfurt

Daneben gibt es einige Mühlen.

### Zuflüsse
Zuflüsse von der Quelle zur Mündung mit Längenangabe
- Seegraben (links), 1,1 km
- Goldbach[6] (rechts), 1,6 km
- Nesterbach (rechts), 1,3 km
- Höllschwärzgraben (rechts), 4,8 km
- Hörlebach (rechts), 2,7 km
- Rottensteiner Graben (links), 3,5 km
- Erdbachgraben (rechts), 1,2 km
- Hinterbach[7] (rechts), 1,2 km
- Lindiggraben (rechts), 1,7 km
- Sauergraben (rechts), 3,6 km
- Etschbach (rechts), 3,0 km
- Kippach (rechts), 3,2 km
- Aurach (links), 9,5 km, 24,94 km²
- Gollischbach (rechts), 2,5 km
- Prestenbach (links), 1,9 km
- Riedbach (rechts), 15,9 km, 40,22 km²
- Hellinger Mühlbach (links)
- Stebach (links), 2,0 km
- Langenbach (rechts), 1,9 km
- Liebesbächlein (links), 2,3 km
- Angersgraben (links), 1,6 km
- Desselbach (rechts), 2,0 km

### Flusssystem Nassach
siehe Liste der Fließgewässer im Flusssystem Nassach

## Fauna
In der Nassach kommen Bachforelle, Bachschmerle, Brachse, Elritze, Gründling, Hasel, Hecht, Rotauge und Schleie, sowie vereinzelt in den Nebengewässern auch der Steinkrebs vor.